# Соціально-побутовий роман
Рома́н соціа́льно-побуто́вий — основний різновид реалістичного роману.
Для нього характерна ідеологізація приватного життя, побуту персонажів. Письменники-реалісти, передовсім французькі реалісти Стендаль, Оноре де Бальзак, Гюстав Флобер , англійські Чарлз Діккенс і Вільям Теккерей — розсувають сюжетні рамки й до особистісного, долучають сцени й епізоди, що охоплюють життя усього суспільства та епохи. Соціально-побутовий роман часто відтворює конфлікт між людиною та суспільством і в такий спосіб намагається розв'язати його або констатує неможливість усунення конфлікту (Іван Тургенев, Лев Толстой, Іван Нечуй-Левицький, Панас Мирний та ін.).
Це майстерно змальовано й у соціально-побутовому романі 20 ст. (Джек Лондон, Генріх Манн, Еріх Марія Ремарк, Гемінґуей Ернест Міллер, Альберто_Моравіа, Луї Арагон, Михайло Шолохов, Болеслав Прус, Ярослав Івашкевич, Карел Чапек, Самчук Улас, Михайло Стельмах та ін.).
Сьогоднішній соціально-побутовий роман здебільшого набуває рис психологічного роману («Сестри Річинські» Ірини Вільде).

## Джерело
- Літературознавчий словник-довідник / Р.Т. Гром’як, Ю.І. Ковалів та ін. — К.: ВЦ «Академія», 1997. — с. 610